# Вук Челич
Вук Челич (7 листопада 1996) — сербський плавець.
Учасник Олімпійських Ігор 2020 року, де в попередніх запливах на дистанції 800 метрів вільним стилем посів 33-тє місце (останнє серед тих, що фінішували) і не потрапив до півфіналів.